# 文禄
文禄是日本後陽成天皇的第二个年号。天下人是時任太閤的豐臣秀吉與關白豐臣秀次（中途被太閤廢位、賜死）。自1592年至1596年，日本使用这个年号共五年。

## 纪年
| 文祿 | 元年   | 二年   | 三年   | 四年   | 五年   |
| 公元 | 1592年 | 1593年 | 1594年 | 1595年 | 1596年 |
| 干支 | 壬辰   | 癸巳   | 甲午   | 乙未   | 丙申   |

## 改元
- 天正20年12月8日（公曆1593年1月10日）因後陽成天皇即位而改元文祿。
- 文祿5年10月27日（公曆1596年12月16日）改元慶長。

## 出典
中國唐朝杜佑《通典·職官十七》：「凡京文武官每歲給祿」。

## 大事记
- 2年
  - 1月5日（2月6日）：正親町上皇駕崩。
  - 8月2日（8月28日）：殿誕下豐臣秀賴。[3] 。
  - 小笠原貞賴發現小笠原群島[4] 。

- 3年
  - 2月27日（4月17日）：豐臣秀吉在吉野賞花（花見）。
  - 8月1日（9月15日）：伏見城完成，豐臣秀吉立即入城。
  - 9月29日（11月11日）：福島正則、島津義弘等人在巨濟島擊退朝鮮軍。
  - 豐臣秀吉在全國各地實施檢地制度。

- 4年

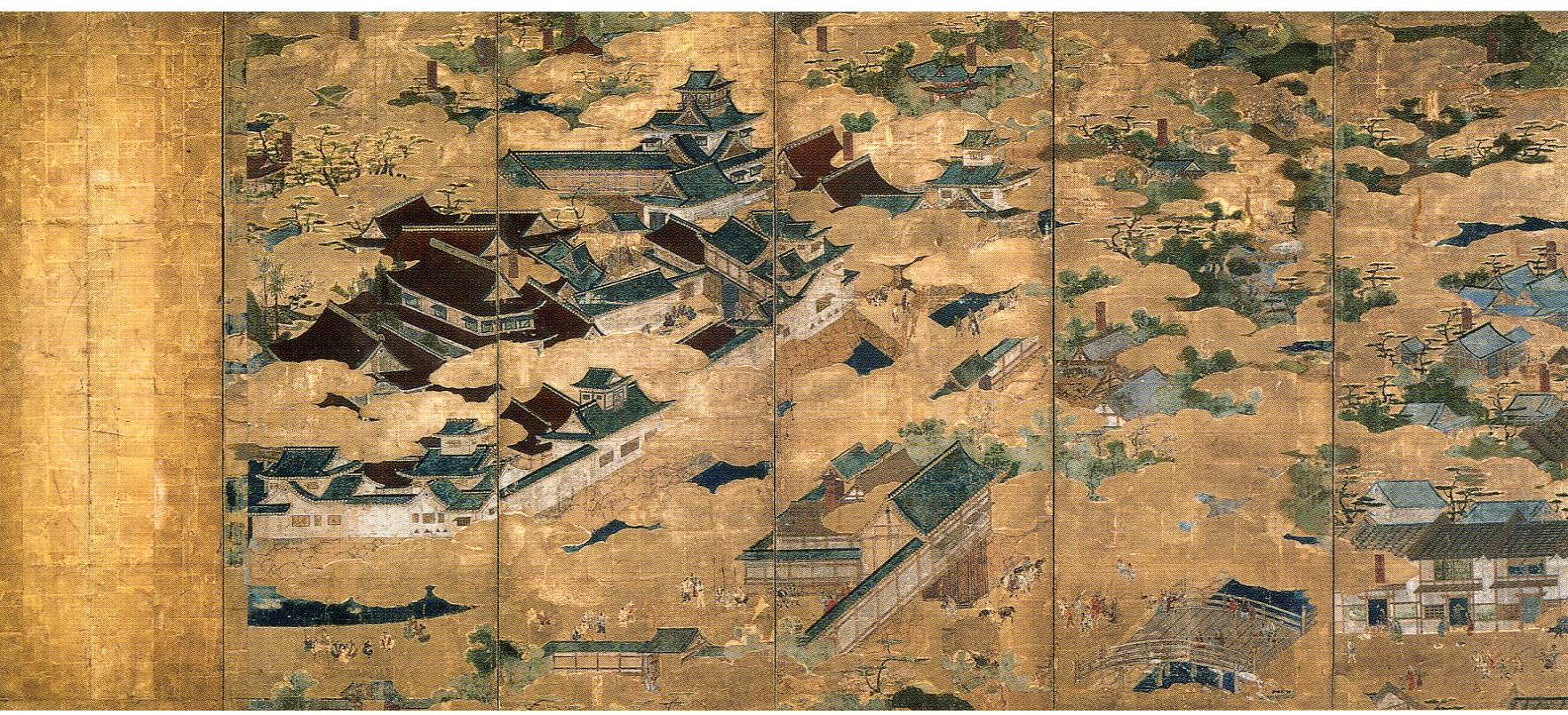
聚樂第

  - 7月8日（8月13日）：豐臣秀次被秀吉下令流放到高野山[5]。
  - 7月15日（8月20日）：豐臣秀次被流放到高野山後切腹自殺。
  - 7月：豐臣秀吉下令將聚樂第拆除。
  - 8月2日（9月5日）：豐吉秀吉將秀次的妻兒等人在三條河原處刑。

- 5年
  - 7月12日至13日：京畿大地震，伏見城被破壞。
  - 閏7月12日（9月4日）：豐後大地震，造成海嘯，瓜生島曾經一度沉沒在海底[6]。

註：文祿之役在天正20年4月12日（5月23日）開始。

## 出生
- 2年
  - 8月3日（8月29日）：豐臣秀賴，豐臣秀吉之子
  - 11月25日（12月17日）：前田利常，前田利家之子加賀藩主
- 3年
  - 不明：里見忠義，館山藩第二代藩主
- 4年
  - 6月10日（7月16日）：松平忠直，越前藩主
  - 10月18日（11月19日）：毛利秀就，毛利輝元之子長州藩初代藩主
- 5年
  - 6月29日（7月24日）：後水尾天皇，後陽成天皇第3皇子日本天皇

## 逝世
- 2年
  - 2月6日（3月8日）：正親町天皇，日本第106代天皇
  - 不明：石川數正，松本城主。
- 3年
  - 8月24日（10月7日）：石川五右衛門，盜賊。
  - 9月15日（10月28日）：大久保忠世，德川家家臣，小田原城城主。
- 4年
  - 2月7日（3月17日）：蒲生氏鄉，會津若松城城主。
  - 7月15日（8月8日）：豐臣秀次，豐臣秀吉外甥，豐臣家家督、關白。